# Bitwa pod Newlem
Bitwa pod Newlem – starcie zbrojne, które miało miejsce 19 sierpnia 1562 podczas wojny litewsko-rosyjskiej (1558–1570), będącej częścią ogólnoeuropejskich zmagań w ramach pierwszej wojny północnej (1561–1570).

## Okoliczności
Kasztelan ciechanowski Stanisław Leśniowolski po odłączeniu się w Jezierzyszczach od wojsk hetmana Floriana Zebrzydowskiego ruszył na północ w kierunku rosyjskiego Newla, pod którym rozbił obóz.
„Leśniowolski maiąc o nich [Moskalach] wiadomość pewną / kazał w nocy ognie szeroko niecić / aby się tym więtsze woysko nieprzyiacielowi zdało: a położył się był [na noc] w mieyscu barzo dobrym y obronnym / tak iż wodę ze dwu stron miał około siebie.”

## Bitwa
Licząca 40 000 żołnierzy armia rosyjska pod wodzą Kurbskiego zaatakowała rano umocniony obóz polski pod Newlem zasypując go na wzór tatarski strzałami, lecz unikając walki wręcz. Dążyli do niej ciężej uzbrojeni żołnierze polscy, którzy przeprowadzili przez cały dzień liczne szarże, rozbijając wojska moskiewskie. Oddziały polskie korzystały podczas ataków ze wsparcia lekkich działek.
„Polacy zastanowiwszy [zatrzymawszy] się w błotnym / w ciasnym y z przyrodzenia obronnym mieyscu / y działa porządnie rozsadziwszy / stoczyli bitwę [...]”
Korzystne dla strony polskiej ukształtowanie terenu pozwoliło na pokonanie znacznie liczniejszego przeciwnika. W związku ze zbliżaniem się nowej 40 tys. armii moskiewskiej, wojska polskie wycofały się o 10 km w kierunku Jezierzyszcz, jednak armia moskiewska w liczbie już 80 tys. ich tym razem nie zaatakowała.

## Roty wojsk polskich biorących udział w bitwie
- Mikołaj Potocki (164 konie; w jej składzie było 22 towarzyszy)
- Stanisław Zamoyski (200 koni; 25 towarzyszy)
- Jan Zborowski (140 koni; 12 towarzyszy)
- Zygmunt Zebrzydowski (160 koni; 19 towarzyszy)
- Jakub Secygniowski (150 koni; 28 towarzyszy)
- Mikołaj Wąsowicz z Bielejowie (130 koni; 16 towarzyszy)
- Stanisław Wąsowicz z Jabłonny (150 koni; 19 towarzyszy)
- Mikołaj Rey (140 koni; 15 towarzyszy)
- Krzysztof Tarnowski (160 koni; 20 towarzyszy)
- 300 żołnierzy zaciężnej piechoty polskiej pod Wojciechem Wierzchlejskim (zwanym też Wierzchlańskim)
- 150 kawalerzystów wojewody połockiego Stanisława Dowojny
- 200 Litwinów[5]